# Cratone dell'Antartide Orientale

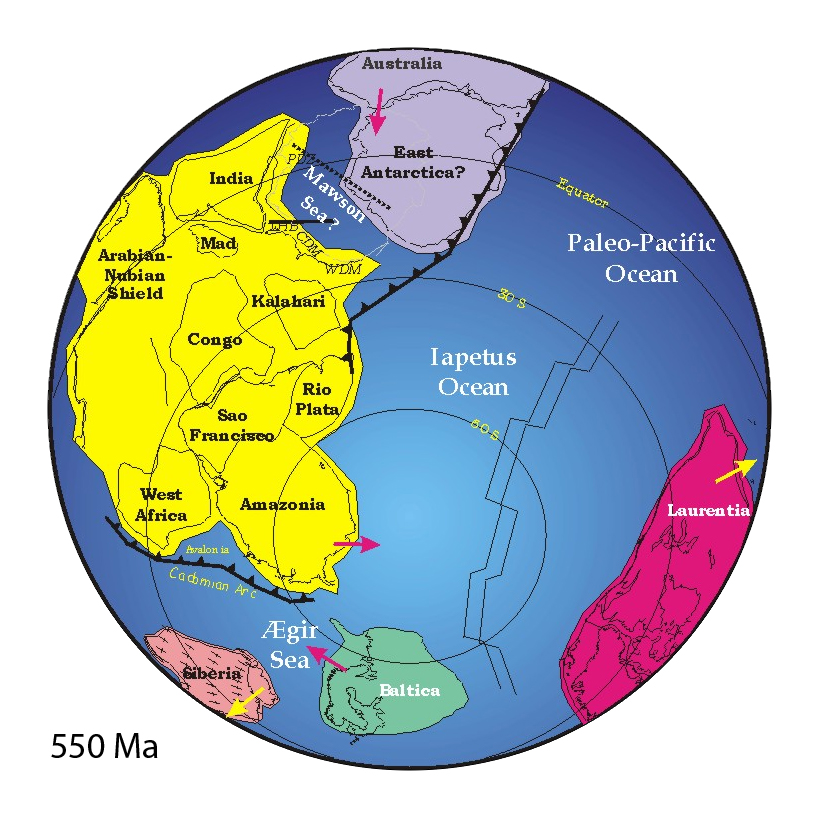
In lilla (East antarctica?), la posizione del cratone alla fine del Proterozoico

Il cratone dell'Antartide Orientale è un antico cratone che forma la maggior parte del continente Antartico.
Faceva parte del supercontinente Nena 1,8 Ga.
All'inizio del Paleozoico era parte del supercontinente Gondwana. Con la frammentazione del Gondwana nel Mesozoico, si è separato dalle altre grandi aree continentali ed è entrato in collisione con i terranes dell'Antartide Occidentale, originando l'attuale  struttura del continente Antartico.